# LALIGA+
LALIGA+ es una plataforma de retransmisión por internet que ofrece básicamente competiciones deportivas españolas en directo, y a través de múltiples dispositivos. Fue creada por la Liga Nacional de Fútbol Profesional en 2019. 

## Desarrollo
Mediante un servicio de libre transmisión o servicio OTT (siglas en inglés de over-the-top) , propio de los canales de cine y series en streaming o emisión en continuo, LaLiga ha creado esta plataforma de televisión y vídeos por internet para ofrecer todo tipo de competiciones del deporte español en directo y algunas competiciones internacionales. Tiene una amplia cobertura de los distintos deportes que no son el fútbol, en directo y bajo demanda, y permite la personalización de los contenidos para distintos dispositivos como tablets (tabletas), teléfonos móviles, ordenadores y las smart tvs o televisiones inteligentes.
A través de esta plataforma LaLiga apoya el desarrollo audiovisual de otros deportes que no son el fútbol, siguiendo el compromiso adquirido en 2015 en el marco del proyecto de LALIGA+ y como vehículo para apoyar a otras modalidades deportivas españolas e impulsar la industria del deporte. Mediante esta plataforma, las distintas federaciones deportivas españolas encuentran un entorno propio para dirigirse a sus aficionados y para saber sus preferencias y hábitos de consumo de estos deportes, lo que les permite diseñar sus estrategias de comercialización y patrocinio. Los datos que surgen de la interacción en este tipo de plataformas permiten la recomendación personalizada de contenido a los usuarios. LALIGA+ contribuye a una mayor interacción y al estímulo tanto del deporte no mayoritario como de los deportistas, que son seguidos audiovisualmente en sus torneos y competiciones.
Mediante este desarrollo LaLiga proporciona al deporte español una infraestructura tecnológica y audiovisual innovadora, al posicionarse como la primera gran liga europea en desarrollar un servicio OTT propio. La plataforma se puede sintonizar directamente mediante las televisiones inteligentes o smart TV como los televisores Samsung, LG, y Android TV, lo que permite el acceso gratuito y directo desde Orange TV. El ecosistema digital en el que se trabaja desde LaLiga permite, a cualquier usuario de LALIGA+, acceder a otros productos digitales de LaLiga.
La plataforma, que empezó a emitir en marzo de 2019 es una apuesta innovadora por los canales de internet, que podrían llegar a ser la mitad del mercado para 2026 y que con la pandemia COVID-19 ha acelerado su implantación.

## Contenido abierto
En LaLigaSportsTV se pueden encontrar las emisiones en directo de gran parte de las competiciones de los deportes españoles de forma gratuita y en abierto. Si bien el canal está destinado a ofrecer las competiciones de la mayoría de los deportes no masivos, también se puede acceder a los resúmenes de los partidos de LALIGA EA SPORTS y de LALIGA HYPERMOTION, así como a distintos programas y especiales que tienen al fútbol como protagonista.
Poco a poco, los distintos equipos que forman parte de LALIGA EA SPORTS y LALIGA HYPERMOTION tienen canales exclusivos en LaLigaSports TV, como el Cádiz CF, el Osasuna, o el RCD Mallorca.

## Más de 30 deportes diferentes
Tras bajarse la aplicación en los diferentes dispositivos, se puede acceder semana a semana a competiciones como son Campeonato Brasileño de Serie A, Copa Libertadores de América,  Copa Sudamericana, Copa de la Liga de Portugal, Primera División Femenina de Fútbol, la Liga Nacional de Fútbol Sala (LNFS),  la Liga ASOBAL de balonmano, o la Liga LEB Oro de baloncesto, entre otras. Además de los torneos españoles, se puede acceder a competiciones internacionales como son la AFC Champions League, la Russian Premier Liga o al circuito de baloncesto FIBA 3x3 World Tour.
La mayor parte de los deportes que tienen presencia en LALIGA+ tienen sus propios canales exclusivos en la plataforma. Es el caso del atletismo, baile deportivo, baloncesto, balonmano, boxeo, e-sports, fútbol, fútbol sala, golf, halterofilia, hockey, karate, montaña y escalada, náutica, pelota, petanca, surfing, tenis, triatlón o voleibol, entre otros.

## Contenido futbolístico a la carta

### LaLiga Nations
Serie de 10 episodios que analiza el impacto que los jugadores de todo el planeta han tenido en LaLiga.

### LaLiga Clubs
Serie de 6 capítulos que desgrana las particularidades de los clubes de LaLiga Santander.

### 90 años de historias
13 programas dedicados cada uno a un protagonista, desde Messi a Paco Gento, pasando por Hugo Sánchez o Diego Rodríguez. Los ídolos que han dejado huella y récords en los 90 años de historia de LaLiga.

### Archivos de LaLiga
Se puede acceder a un total de 24 programas con reportajes sobre personajes, efemérides o hazañas históricas del fútbol español de los 90 años de historia de LaLiga. 

### LaLiga Docs
17 programas dedicados cada uno de ellos a un gran tema de interés futbolístico, analizado desde distintos puntos de vista, como por ejemplo el debut de los jóvenes futbolistas, las lesiones y su recuperación, la demarcación de portero etc.

### Resúmenes históricos
De 12 minutos de duración sobre diferentes partidos desde la temporada 1998-1999.

### Partidos históricos
Partidos completos de LaLiga desde la temporada 1998-1999.

### La Película del Clásico
8 programas, de 50 minutos de duración, sobre uno de los ocho Clásicos disputados desde 2015/16 con imágenes especiales o que habían pasado desapercibidas.

### Cambio de Banda
Juan Pablo Villamil, el vocalista de la banda colombiana de pop Morat, conduce este divertido talk-show en el que diferentes futbolistas de LaLiga responden a sus preguntas poco convencionales.

### Especiales
Programas como LaLiga Sube, LaLiga DetrásDeLasCámaras, LaLiga HoySeJuega, LaLiga VolverEsGanar o LaLiga QuédateEnCasa han plasmado la actualidad de la competición en tiempos de pandemia.

### Otros contenidos
También se ofrecen entrevistas, programas, reportajes y documentales de diferentes deportes como el surfing, la petanca, el golf, el triatlón, tenis, waterpolo, baloncesto, o el snowboard,  entre otros. O la repetición de torneos como el Campeonato de España de Billar a Tres Bandas o la Copa de España de Esquí de Montaña.

## Enlaces relacionados
- Sitio web oficial

- Datos: Q107138470